# Constantin Argetoianu
 (novembre 2015).
Si vous disposez d'ouvrages ou d'articles de référence ou si vous connaissez des sites web de qualité traitant du thème abordé ici, merci de compléter l'article en donnant les références utiles à sa vérifiabilité et en les liant à la section « Notes et références ».
Constantin Argetoianu, né le 15 mars 1871 à Craiova et mort le 6 février 1955 à Sighet, est un homme politique roumain. Il est président du Conseil des ministres du royaume de Roumanie pendant deux mois, de septembre à novembre 1939.

## Biographie
Fils d'un général, il fait des études de droit, de médecine et de lettres à l'université de Paris. En 1913 il occupe le poste d'aide-soignant militaire au cours de la Deuxième guerre balkanique. En 1914 il est élu au Sénat sous l'étiquette du Parti conservateur. En février 1918 il est nommé ministre des Affaires étrangères dans le cabinet d'Alexandru Averescu et à ce titre dirige la délégation roumaine dans les  négociations de paix à Buftea qui aboutissent le 7 mai 1918 au traité de Bucarest.